# مايك ريان
مايك ريان (بالإنجليزية: Mike Ryan)‏ (14 أكتوبر 1930 المملكة المتحدة - 1 سبتمبر 2006) هو لاعب كرة قدم بريطاني سابق كان يلعب كمهاجم.